# Pentagon Memorial
Pentagon Memorial – instalacja-pomnik usytuowana tuż na południowy zachód od Pentagonu w hrabstwie Arlington w stanie Wirginia, poświęcona miejscowym ofiarom zamachu na Pentagon z 11 września 2001, zaistniałego w wyniku umyślnie spowodowanej katastrofy lotu American Airlines 77.
Jest to instalacja muzealna na wolnym powietrzu, powstała w wyniku konkursu architektonicznego, odsłonięta 11 września 2008.

## Projekt i jego wykonanie

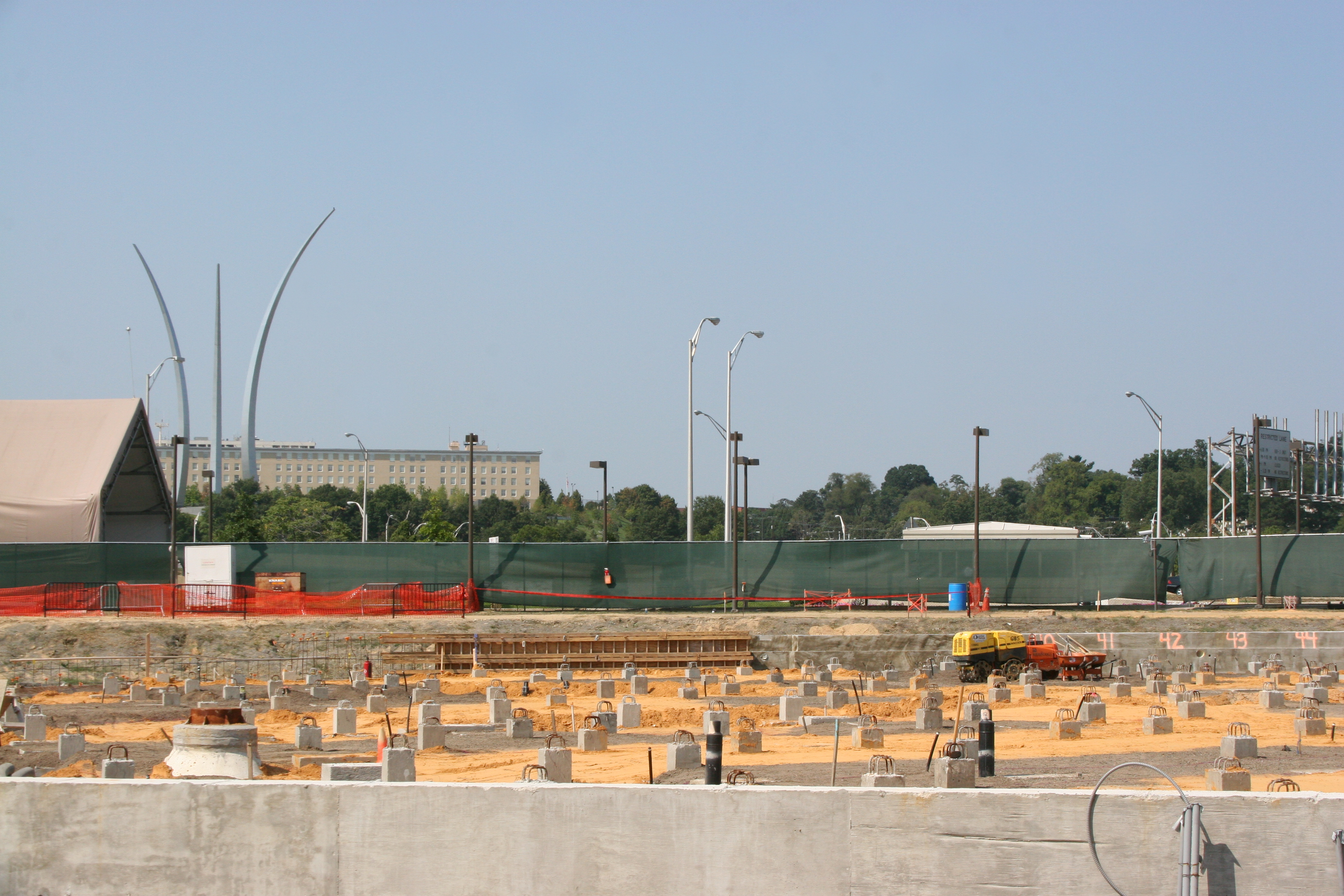
Pentagon Memorial w budowie, stan z września 2007

Pentagon Memorial zaprojektowali nowojorczycy Julie Beckman i Keith Kaseman, pracownicy Kaseman Beckman Advanced Strategies. To ich projekt wygrał konkurs architektoniczny na pomnik-instalację stałą u boku Pentagonu. Jest to imienne upamiętnienie 184 ofiar śmiertelnych zamachu w Waszyngtonie. Składa się ze 184 podświetlonych ławek, ustawionych według wieku ofiar, od lat 3 do 71, na 1,93-akrowej działce. Każda zawiera wyryte na jej oparciu imię i nazwisko jednej ofiary. Ławki poświęcone pasażerom i załodze samolotu usytuowano w taki sposób, aby osoby odczytujące wyryte na niej nazwisko były zwrócone twarzą w kierunku nieba wzdłuż trajektorii lotu samolotu, a ławki poświęcone ofiarom z wewnątrz budynku, w odwrotnym kierunku, aby odczytujący z kolei te imiona i nazwiska byli zwróceni twarzą ku południowej elewacji Pentagonu, tam gdzie samolot uderzył weń. Zasadzenie osiemdziesięciu młodych klonów (odmiany Acer griseum, klon strzępiastokory) uzupełnia powstały tu park.
Powołany fundusz The Pentagon Memorial Fund, Inc. miał zebrać 32 mln dolarów. Koszt budowy wyceniono na 22 mln, a dodatkowe $10 mln ustanowiono jako fundusz inwestycyjny, mający zapewnić konserwację i koszty utrzymania. Dary m.in. to 250 tys. dolarów od fundacji American Forests w celu obsadzenia terenu klonami i 1 mln od rządu Tajwanu.
Budowę Pentagon Memorial rozpoczęto 15 czerwca 2006. Gotową instalację zadedykowano i udostępniono publiczności w ceremonii 11 września 2008, z udziałem urzędującego podczas zamachu i czynnie biorącego udział w akcji ratowniczej sekretarza obrony USA Donalda Rumsfelda, jego następcy i aktualnego sekretarza, Roberta Gates, prezydenta USA George W. Busha i innych dygnitarzy.
Według doniesienia CNN, Donald Rumsfeld i jego żona są największymi prywatnymi dawcami na rzecz Pentagon Memoiral, jednak na ich życzenie ich wkład pozostaje anonimowy.

## Galeria

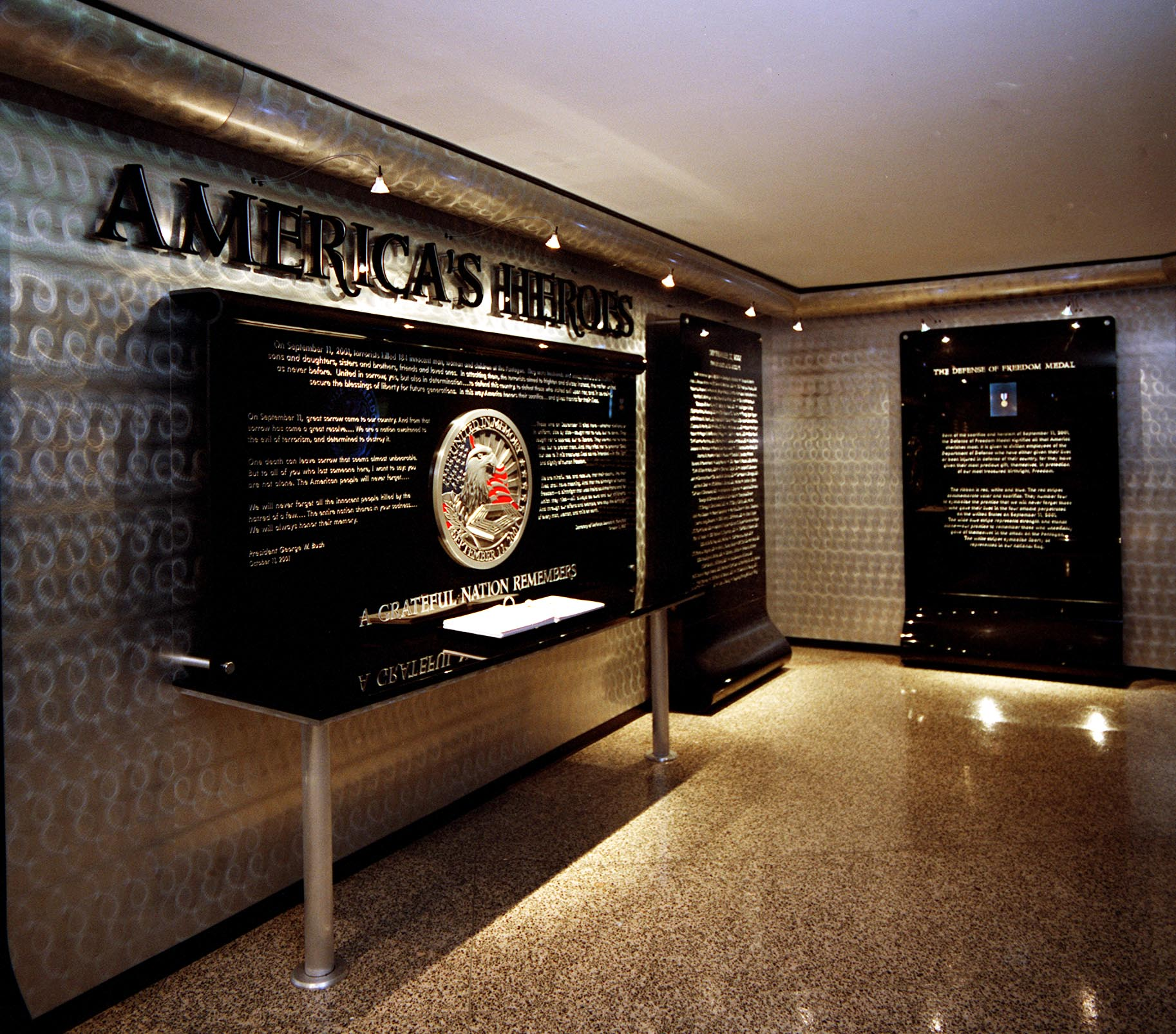
America’s Heroes Memorial
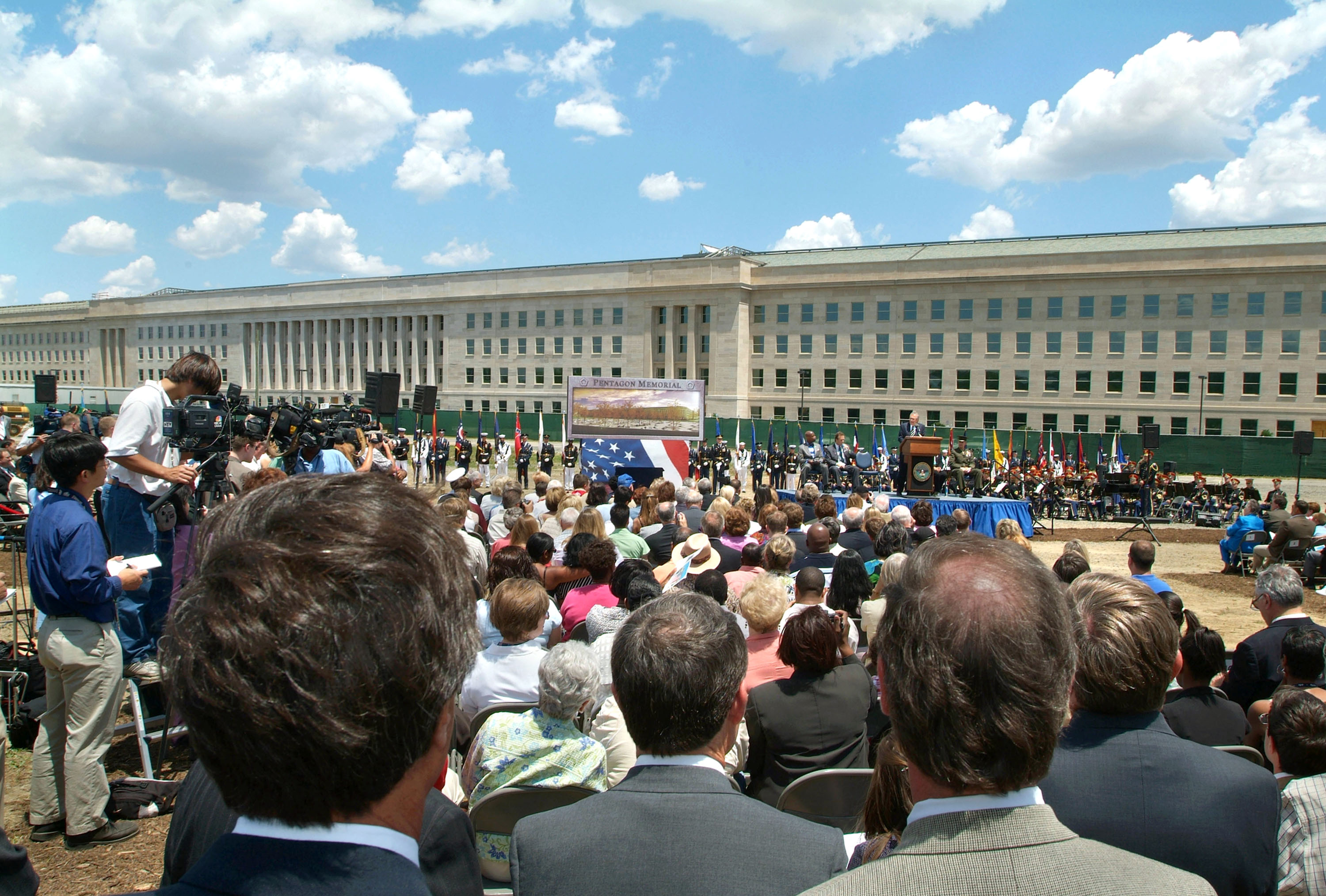
Ceremonia rozpoczęcia budowy Pentagon Memorial
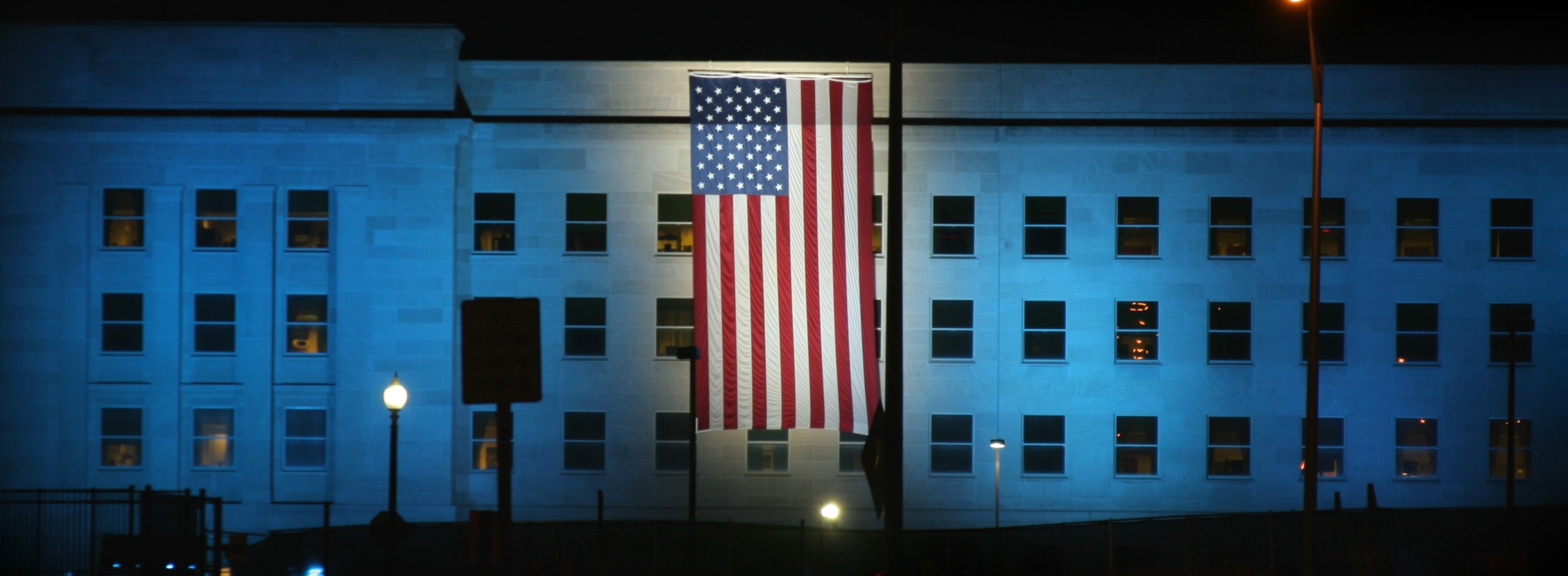
Pentagon podczas szóstej rocznicy zamachu
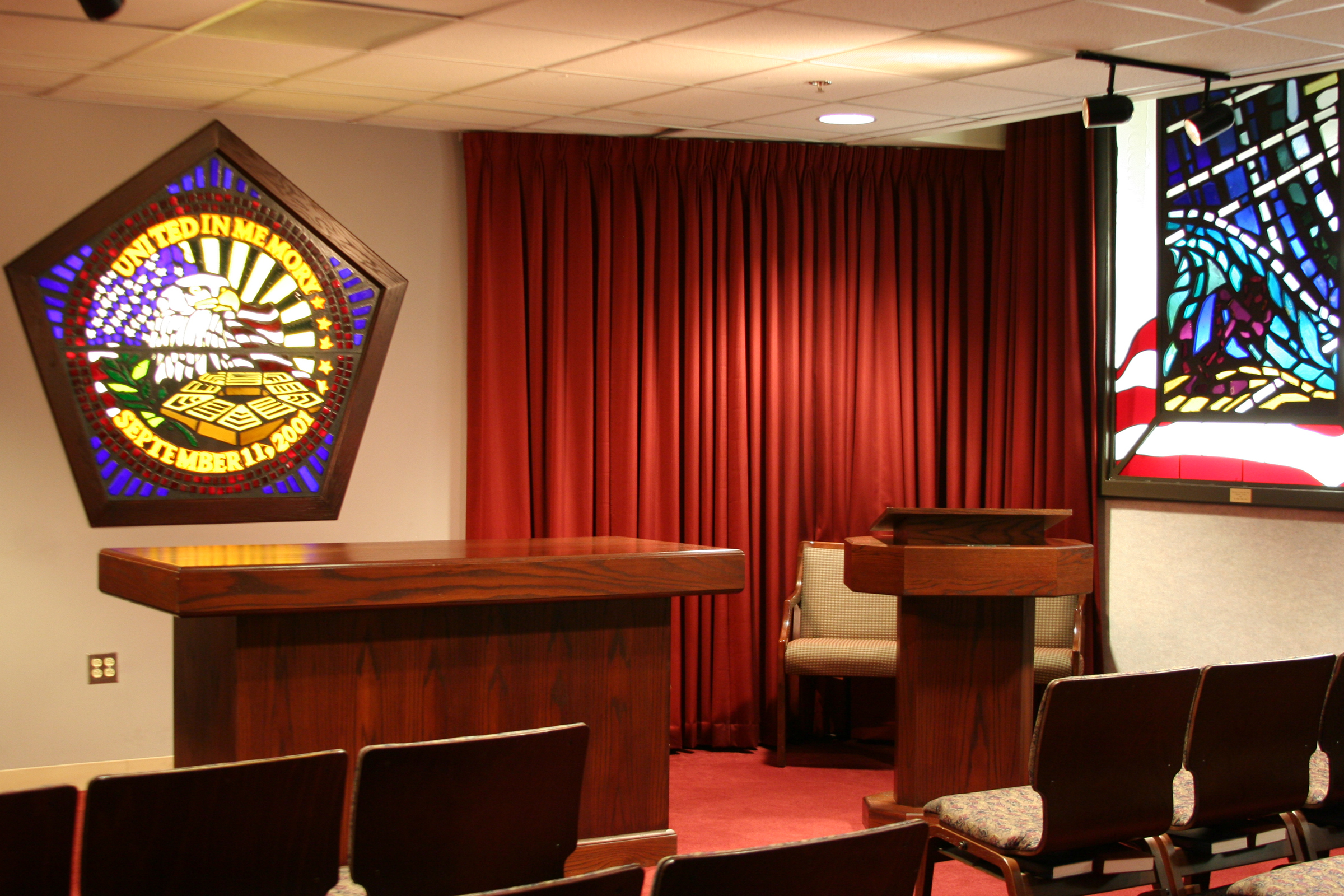
Kaplica nondominacyjna w Pentagonie

## Inne pomniki upamiętniające zamach z 11 września 2001

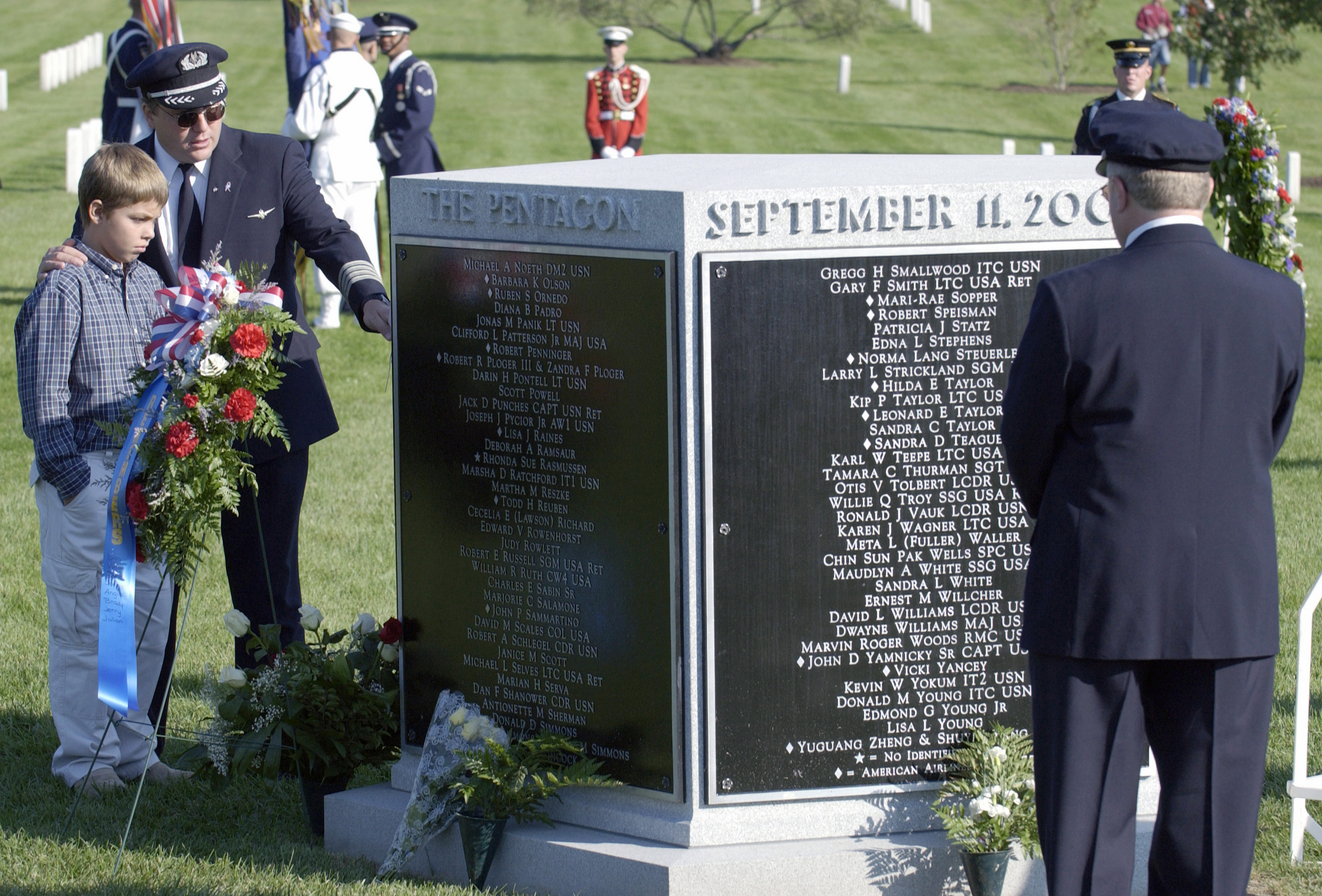
Pomnik Pentagon September 11 Memorial na Narodowym Cmentarzu w Arlington

- Narodowy Cmentarz w Arlington zawiera kammieny pięciobok z granitu z wyrytymi imionami ofiar zamachu. Zwłoki niezidentyfikowane z Pentagonu pochowano w tym miejscu[9]
- Flight 93 National Memorial w Shanksville (Pennsylvania) (przeistaczany z tymczasowego na stały)
- World Trade Center Memorial (w budowie)
- 9/11 Memorial (Arizona) w Phoenix w stanie Arizona (w budowie)
- Mały pomnik w zakątku Mall of America upamiętnia ofiary zamachu z 11 września 2001.